# Ferrocarriles Unidos del Sureste
Ferrocarriles Unidos del Sureste fue una empresa mexicana que operaba un ferrocarril en el sureste de México. En la década de los años 1930, el gobierno mexicano decidió construir un ferrocarril hacia Yucatán, conectando el sistema nacional con los aislados Ferrocarriles Unidos de Yucatán. El proyecto se completó en 1950 como Ferrocarril del Sureste y se conmemora con una moneda de 5 pesos.
En 1975, los sistemas Yucatán y Sureste se fusionaron en los Ferrocarriles Unidos del Sureste. El sistema fue privatizado en 1999, pasando a formar parte del Ferrocarril Chiapas Mayab hasta 2007, y desde entonces formaba parte del Ferrocarril del Istmo de Tehuantepec.